# Droga wojewódzka 417
Die Droga wojewódzka 417 (DW 417) ist eine 54 Kilometer lange Droga wojewódzka (Woiwodschaftsstraße) in der polnischen Woiwodschaft Opole und der Woiwodschaft Schlesien, die Laskowice mit Racibórz verbindet. Die Strecke liegt im Powiat Prudnicki, im Powiat Głubczycki, im Powiat Kędzierzyńsko-Kozielski und im Powiat Raciborski.

## Streckenverlauf
Woiwodschaft Opole, Powiat Prudnicki
-  Laskowice (Laßwitz) (DK 40)
- Racławice Śląskie (Deutsch Rasselwitz)

Woiwodschaft Opole, Powiat Głubczycki
-  Klisino (Gläsen) (DW 416)

Woiwodschaft Opole, Powiat Prudnicki
-  Szonów (Schönau) (DW 416)

Woiwodschaft Opole, Powiat Głubczycki
- Biernatówek (Klein Berndau)
- Lisięcice (Leisnitz)
- Milice (Militsch)
- Grudynia Mała (Klein Grauden)

Woiwodschaft Opole, Powiat Kędzierzyńsko-Kozielski
-  Ucieszków (Autischkau) (DK 38)
- Dobrosławice (Dobroslawitz)
- Maciowakrze (Matzkirch)

Woiwodschaft Opole, Powiat Głubczycki
-  Szczyty (Tscheidt) (DW 421)

Woiwodschaft Schlesien, Powiat Raciborski
- Krowiarki (Preußisch Krawarn)
- Pawłów (Pawlau)
-  Racibórz (Ratibor) (DK 45, DW 416, DW 915, DW 916, DW 917, DW 919, DW 923, DW 935)